# Foukás
Foukás är ett berg i Grekland.   Det ligger i regionen Peloponnesos, i den sydöstra delen av landet, 90 km väster om huvudstaden Aten. Toppen på Foukás är 862 meter över havet, eller 482 meter över den omgivande terrängen. Bredden vid basen är 8,1 km.
Terrängen runt Foukás är huvudsakligen lite kuperad. Runt Foukás är det ganska tätbefolkat, med 54 invånare per kvadratkilometer. Närmaste större samhälle är Nemea, 8,3 km sydväst om Foukás. 